# Anna Maria Radziwiłł
Anna Maria (1640–24 mars 1667) (en lituanien: Ona Marija Radvilaitė, en polonais: Anna Maria Radziwiłłowa), fille de Janusz Radziwiłł (1612–1655) et de Katarzyna Potocka, épouse de Bogusław Radziwiłł

## Mariages et descendance
Elle épouse Bogusław Radziwiłł, cousin de son père Janusz Radziwiłł. Ils ont une fille:
- Louise Caroline

## Sources
- Notices d'autorité :   - VIAF
  - GND
  - Pologne
  - NUKAT

- (pl) Cet article est partiellement ou en totalité issu de l’article de Wikipédia en polonais intitulé « Anna Maria Radziwiłłowa » (voir la liste des auteurs).